# Карпиниш
Карпиниш (рум. Cărpiniş) насеље је у Румунији у округу Тимиш у општини Карпиниш. Oпштина се налази на надморској висини од 83 m.

## Прошлост
По "Румунској енциклопедији" за време турске власти помиње се село "Мали Товин", насељено Србима и Румунима. Од 1767. године креће колонизација Немаца из Вестфалије. Државна власт ће 1776. године иселити Србе и Румуне, да ослободи место за нове колонизације Немаца из околине.
Аустријски царски ревизор Ерлер је 1774. године констатовао да место "Гертјанош" припада Буковачком округу, Темишварског дистрикта. Становништво је било претежно влашко.

## Становништво
Према подацима из 2012. године у насељу је живело 7071 становника.

### Попис2002.
| Расподела становништва по националности 2002.‍ | Расподела становништва по националности 2002.‍ | Расподела становништва по националности 2002.‍ | Расподела становништва по националности 2002.‍ | Расподела становништва по националности 2002.‍ |
| --------------------------------------------- | --------------------------------------------- | --------------------------------------------- | --------------------------------------------- | --------------------------------------------- |
|                                               |                                               |                                               |                                               |                                               |
| Румуни                                        | Румуни                                        |                                               | 6.196                                         | 86,5%                                         |
| Мађари                                        | Мађари                                        |                                               | 283                                           | 4,0%                                          |
| Роми                                          | Роми                                          |                                               | 540                                           | 7,5%                                          |
| Украјинци                                     | Украјинци                                     |                                               | 6                                             | 0,1%                                          |
| Немци                                         | Немци                                         |                                               | 124                                           | 1,7%                                          |
| Срби                                          | Срби                                          |                                               | 9                                             | 0,1%                                          |
| Словаци                                       | Словаци                                       |                                               | 5                                             | 0,1%                                          |